# Schlegel-Tieck Prize
Der Schlegel-Tieck Prize ist ein britischer Literaturpreis, der 1965 von der Autorenvereinigung Society of Authors eingerichtet wurde. Er wird seitdem einmal im Jahr von einer Jury rückwirkend für eine im Vorjahr erschienene Übersetzung aus dem Deutschen ins Englische vergeben. 
Benannt ist der Preis nach den Übersetzern und Autoren August Wilhelm Schlegel und Ludwig Tieck, die im 19. Jahrhundert die Werke William Shakespeares aus dem Englischen übersetzt haben. Der Preis ist – Stand: Frühjahr 2024 – mit £ 3000 dotiert.

## Preisträger
| Jahr | Übersetzer                          | Buchtitel | Autor                                      |
| ---- | ----------------------------------- | --- | ------------------------------------------ |
| 1965 | Michael Bullock                     | The thirtieth year (Das dreißigste Jahr) Report on Bruno (Bericht über Bruno)                                                                    | Ingeborg Bachmann Joseph Breitbach         |
| 1966 | Ralph Manheim                       | Dog Years (Hundejahre) | Günter Grass                               |
| 1967 | James Strachey                      | The works (Werke) | Sigmund Freud                              |
| 1968 | Henry Collins                       | History of the International (Geschichte der Internationale)                                                                                     | Julius Braunthal                           |
| 1969 | Leila Vennewitz                     | The end of a mission (Ende einer Dienstfahrt) | Heinrich Böll                              |
| 1970 | Eric Mosbacher                      | Society without the father (Auf dem Weg zur vaterlosen Gesellschaft)                                                                             | Alexander Mitscherlich                     |
| 1971 | Ewald Osers                         | The scorched earth (Verbrannte Erde) | Paul Carell                                |
| 1972 | Richard Barry                       | The brutal takeover (Im Kamgf gegen Hitler) | Kurt Schuschnigg                           |
| 1973 | Geoffrey Strachan                   | Love and hate (Liebe und Haß) | Irenäus Eibl-Eibesfeldt                    |
| 1974 | Geoffrey Skelton                    | Frieda Lawrence (Frieda Richthofen) | Robert Lucas                               |
| 1975 | John Bowden                         | Judaism and Hellenism (Judentum und Hellenismus)                                                                                                 | Martin Hengel                              |
| 1976 | Marian Jackson                      | War of illusions (Krieg der Illusionen) | Fritz Fischer                              |
| 1977 | Charles Kessler Ralph Manheim       | Wallenstein (Wallenstein. Sein Leben erzählt von Golo Mann) The resistible rise of Arturo Ui (Der aufhaltsame Aufstieg des Arturo Ui)            | Golo Mann Bertolt Brecht                   |
| 1978 | Michael Hamburger                   | German poetry 1910-1975 | verschiedene Autoren                       |
| 1979 | Ralph Manheim John Brownjohn        | The flounder (Der Butt) People and politics (Begegnungen und Einsichten)                                                                         | Günter Grass Willy Brandt                  |
| 1980 | Janet Seligman David Harvey         | The English house (Das englische Haus) Sophocles (Sophokles)                                                                                     | Hermann Muthesius Karl Reinhardt           |
| 1981 | Michael Hamburger Edward Quinn      | Poems (Gedichte) Does God exist? (Existiert Gott?)                                                                                               | Paul Celan Hans Küng                       |
| 1982 | Eric Mosbacher                      | The wolf (Der Wolf) | Erik Zimen                                 |
| 1983 | Paul Falla Arnold Pomerans          | A history of European integration (Die Anfänge der europäischen Einigungspolitik) A small yes and a big No (Ein kleines Ja und ein grosses Nein) | Walter Lipgens George Grosz                |
| 1984 | Patricia Crampton                   | Marbot (Marbot) | Wolfgang Hildesheimer                      |
| 1985 | John Bowden                         | The authority of the Bible and the rise of the modern world (Bibelautorität und Geist der Moderne)                                               | Henning Graf Reventlow                     |
| 1986 | Christopher Middleton Allan Blunden | The spectacle at the Tower (Auf dem Turm) Pro and contra Wagner (Wagner und unsere Zeit)                                                         | Gert Hofmann Thomas Mann                   |
| 1987 | Anthea Bell                         | The stone and the flute (Stein und Flöte und das ist noch nicht alles)                                                                           | Hans Bemmann                               |
| 1988 | Ralph Manheim                       | The rat (Die Rättin) The double-bass (Der Kontrabass)                                                                                            | Günter Grass Patrick Süskind               |
| 1989 | Quintin Hoare Peter Tegel           | The town park and other stories (Der Stadtpark und andere Erzählungen) The snake tree (Der Schlangenbaum)                                        | Hermann Grab Uwe Timm                      |
| 1990 | David McLintock                     | Women at the river landscape (Frauen vor Flußlandschaft)                                                                                         | Heinrich Böll                              |
| 1991 | John E. Woods Hugh Young            | The last world (Die letzte Welt) The story of the last thought (Das Märchen vom letzten Gedanken)                                                | Christoph Ransmayr Edgar Hilsenrath        |
| 1992 | Geoffrey Skelton                    | The training ground (Exerzierplatz) | Siegfried Lenz                             |
| 1993 | John Brownjohn Michael Hofmann      | The swedish cavalier (Der schwedische Reiter) Infanta (Infanta) Death in Rom (Der Tod in Rom)                                                    | Leo Perutz Bodo Kirchhoff Wolfgang Koeppen |
| 1994 | Krishna Winston                     | Goebbels (Goebbels) | Ralf Georg Reuth                           |
| 1995 | Ronald Speirs William Yuill         | Political writings (Politische Schriften) The making of Europe (Das Europa der Aufklärung)                                                       | Max Weber Ulrich Im Hof                    |
| 1996 | David McLintock                     | Extinction (Auslöschung) Caesar (Cäsar) | Thomas Bernhard Christian Meier            |
| 1997 | Shaun Winterside                    | Magdalena the sinner (Magdalena Sünderin) | Lilian Faschinger                          |
| 1998 | Mike Mitchell                       | Letters back to ancient China (Briefe in die chinesische Vergangenheit)                                                                          | Herbert Rosendorfer                        |
| 1999 | John Brownjohn                      | Heroes like us (Helden wie wir) | Thomas Brussig                             |
| 2000 | Joyce Crick                         | The interpretation of dreams (Die Traumdeutung)                                                                                                  | Sigmund Freud                              |
| 2001 | Krishna Winston                     | Too far afield (Ein weites Feld) | Günter Grass                               |
| 2002 | Anthea Bell                         | Austerlitz (Austerlitz) | W. G. Sebald                               |
| 2003 | Anthea Bell                         | Rain (Regenroman) | Karen Duve                                 |
| 2004 | Martin Chalmers                     | The lesser evil (So sitze ich denn zwischen allen Stühlen)                                                                                       | Victor Klemperer                           |
| 2005 | Karen Leeder                        | Selected poems (Gedichte) | Evelyn Schlag                              |
| 2006 | Philip Boehm                        | A woman in Berlin (Eine Frau in Berlin) | Marta Hillers                              |
| 2007 | Sally-Ann Spencer                   | The swarm (Der Schwarm) | Frank Schätzing                            |
| 2008 | Ian Fairley                         | Snow part (Schneepart) | Paul Celan                                 |
| 2009 | Anthea Bell                         | Burning secret (Brennendes Geheimnis) | Stefan Zweig                               |
| 2010 | Breon Mitchell                      | The tin drum (Die Blechtrommel) | Günter Grass                               |
| 2011 | Damion Searls                       | Comedy in a minor key (Komödie in Moll) | Hans Keilson                               |
| 2012 | Vincent Kling                       | Why the cild is cooking in the polenta (Warum das Kind in der Polenta kocht)                                                                     | Aglaja Veteranyi                           |
| 2013 | Ian Crockatt                        | Pure contradiction (Gedichte) | Rainer Maria Rilke                         |
| 2014 | Jamie Bulloch                       | The mussel feast (Das Muschelessen) | Birgit Vanderbeke                          |
| 2015 | Susan Bernofsky                     | The end of days (Aller Tage Abend) | Jenny Erpenbeck                            |
| 2016 | Iain Galbraith                      | Selfportrait with a swarm of bees (Selbstporträt mit Bienenschwarm)                                                                              | Jan Wagner                                 |
| 2017 | Allan Blunden                       | Nightmare in Berlin (Der Alpdruck) | Hans Fallada                               |
| 2018 | Tony Crawford                       | Wonder byond belief (Ungläubiges Staunen) | Navid Kermani                              |
| 2019 | Iain Galbraith                      | River (Am Fluss) | Esther Kinsky                              |
| 2020 | Martyn Crucefix                     | These Numbered Days (Gezählte Tage) | Peter Huchel                               |
| 2021 | Karen Leeder                        | Porcelain: Poem on the Downfall of My City (Porzellan. Poem vom Untergang meiner Stadt)                                                          | Durs Grünbein                              |
| 2022 | Damion Searls                       | Where You Come From | Saša Stanišič                              |
| 2023 | Jamie Bulloch                       | Hinterland | Arno Geiger                                |
| 2024 | Andrew Shanks                       | Revelation Freshly Erupting: Collected Poetry | Nelly Sachs                                |